# Неокогнитрон
Неокогнитрон (англ. Neocognitron) — иерархическая многослойная искусственная нейронная сеть, сверточного типа, производная от когнитрона и предложенная Кунихико Фукусимой (1980 г.), способная к робастному распознаванию образов, обычно обучаемая по принципу «обучение без учителя». Сеть данного вида также часто применяется для распознавания рукописного текста и OCR, образов с сильно искажённой или зашумлённой структурой. Прообраз сети был позаимствован из модели, предложенной Хьюбелом и Визелем (1959 г.), согласно которой, существует два вида клеток в первичной зрительной коре: простая и сложная клетка, расположенные каскадно. Неокогнитрон также состоит из каскадно соединённых нейронов S-типа (простой, англ. simple) и C-типа (сложный, англ. complex). В процессе работы сети, локальные признаки образа извлекаются при помощи клеток S-типа, а искажения признаков, такие как, например, сдвиг, — компенсируются клетками C-типа. Локальные признаки на входе обобщаются поэтапно, и окончательная классификация выполняется в оконечных слоях. Подобная идея обобщения локальных признаков также применяется в сетях «LeNet» и «SIFT».

## Отличия от когнитрона
Когнитрон и неокогнитрон имеют определенное сходство, но между ними также существуют фундаментальные различия, связанные с эволюцией исследований авторов. Оба образца являются многоуровневыми иерархическими сетями, организованными аналогично зрительной коре. В то же время неокогнитрон больше соответствует модели зрительной системы, описанной в работе Hubel D. H. и Wiesel T. N. В результате неокогнитрон является намного более мощной парадигмой с точки зрения способности распознавать образы независимо от их преобразований, вращений, искажений и изменений масштаба. Как и когнитрон, неокогнитрон использует самоорганизацию в процессе обучения, хотя была описана версия, в которой вместо этого использовалось управляемое обучение.

## Разновидности неокогнитрона
Существуют разные виды неокогнитронов. Например, некоторые типы неокогнитронов могут обнаруживать несколько паттернов в одном и том же входе, используя обратные сигналы для достижения избирательного внимания.